# Metropolia Florencia
Metropolia Florencia – metropolia Kościoła rzymskokatolickiego w Kolumbii. Erygowana w dniu 13 lipca 2019 roku. W skład metropolii wchodzi 1 archidiecezja i 2 diecezje.

## Diecezje wchodzące w skład metropolii
- Archidiecezja Florencia
- Diecezja Mocoa-Sibundoy
- Diecezja San Vicente del Caguán

## Biskupi
- Metropolita: abp Omar de Jesús Mejía Giraldo (od 2019) (Florencia)
- Sufragan: bp Luis Albeiro Maldonado Monsalve (od 2015) (Mocoa-Sibundoy)
- Sufragan: wakat (od 2021) (San Vicente del Caguán)